# Чикирисов Юрій Семенович
Юрій Семенович Чикирисов (*19 липня 1936, м. Київ, тоді УРСР — †20 вересня 2014) — український письменник-публіцист і журналіст; завідувач відділу публіцистики та соціально-економічних проблем газети «Літературна Україна» (з грудня 1996 року); перекладач зі слов'янських мов. Заслужений працівник культури України.

## З біографії та творчості
Юрій Чикирисов народився 19 липня 1936 року в Києві.
Закінчив філологічний факультет Київського державного університету ім. Т. Шевченка (1954-59).
Від січня 1960 до 1972 року Юрій Чикирисов — кореспондент, завідувач відділу, відповідальний секретар у газеті «Друг читача»; потому майже чверть століття (грудень 1972-96) працював на різних посадах у республіканському видавництві «Радянський письменник» (редактором, завідувачем редакції прози, завідувачем редакції першої книжки, провідним редактором).
Від 1991 року — член Спілки письменників України, зокрема її київського осередку. У цьому ж році (1991) дістав звання Заслужений працівник культури України.
Ю. С. Чикирисов — автор близько 2 десятків книжок художніх перекладів з болгарської, чеської та сербської мов, зокрема творів Георгія Караславова, Б. Райнова, П. Вежинова, Б. Крумова, М. Лалича, Т. Младеновича, Н. Маринкович, О. Воїновича, Д. Калича, Е. Фікера тощо; виступає а періодиці як прозаїк і публіцист; у літературному доробку Ю. Чикирисова — повісті про життя Києва під час і відразу після ІІ Світової війни («Шпана з Євбазу», «Комуналка»).
Помер 20 вересня 2014 року після важкою хвороби на 79-му році життя.